# Rostor

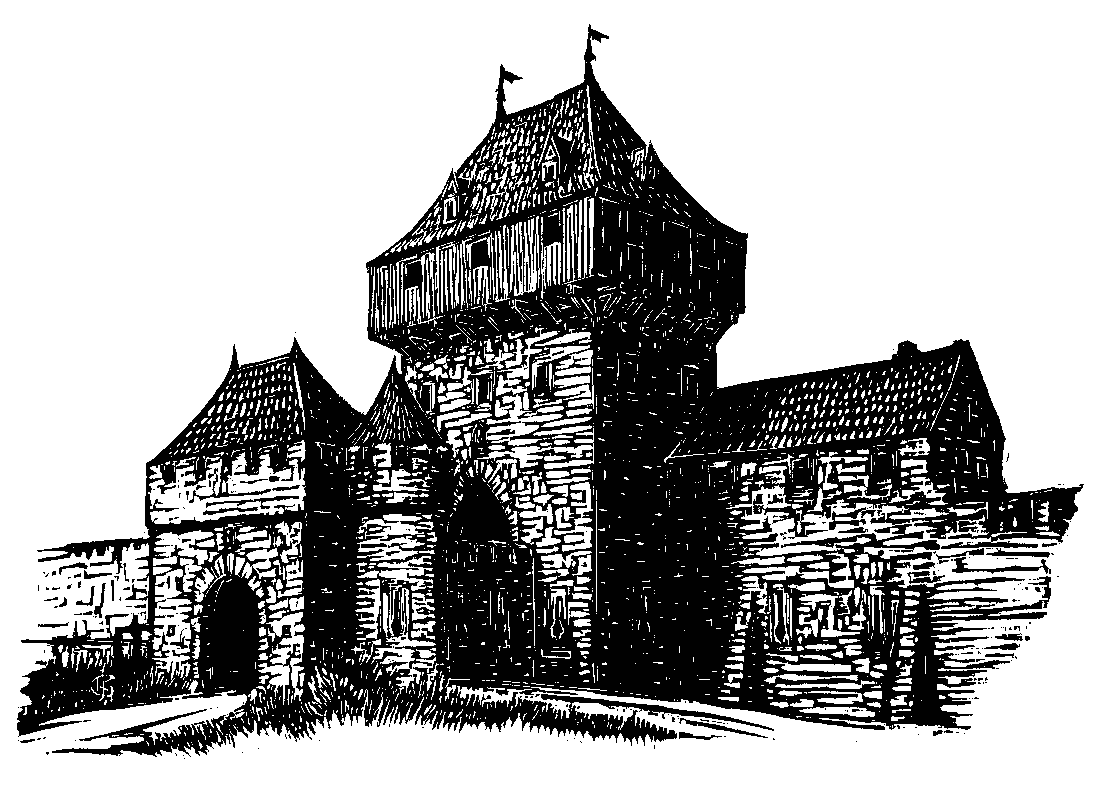
De Rostor, houtsnede van K. J. Gollrad

De Rostor was stadspoort gebouwd tussen 1300 en 1350 en maakte deel uit van de buitenste stadsmuren van de Duitse stad Aken. Het poortgebouw bestaat niet meer.

## Locatie

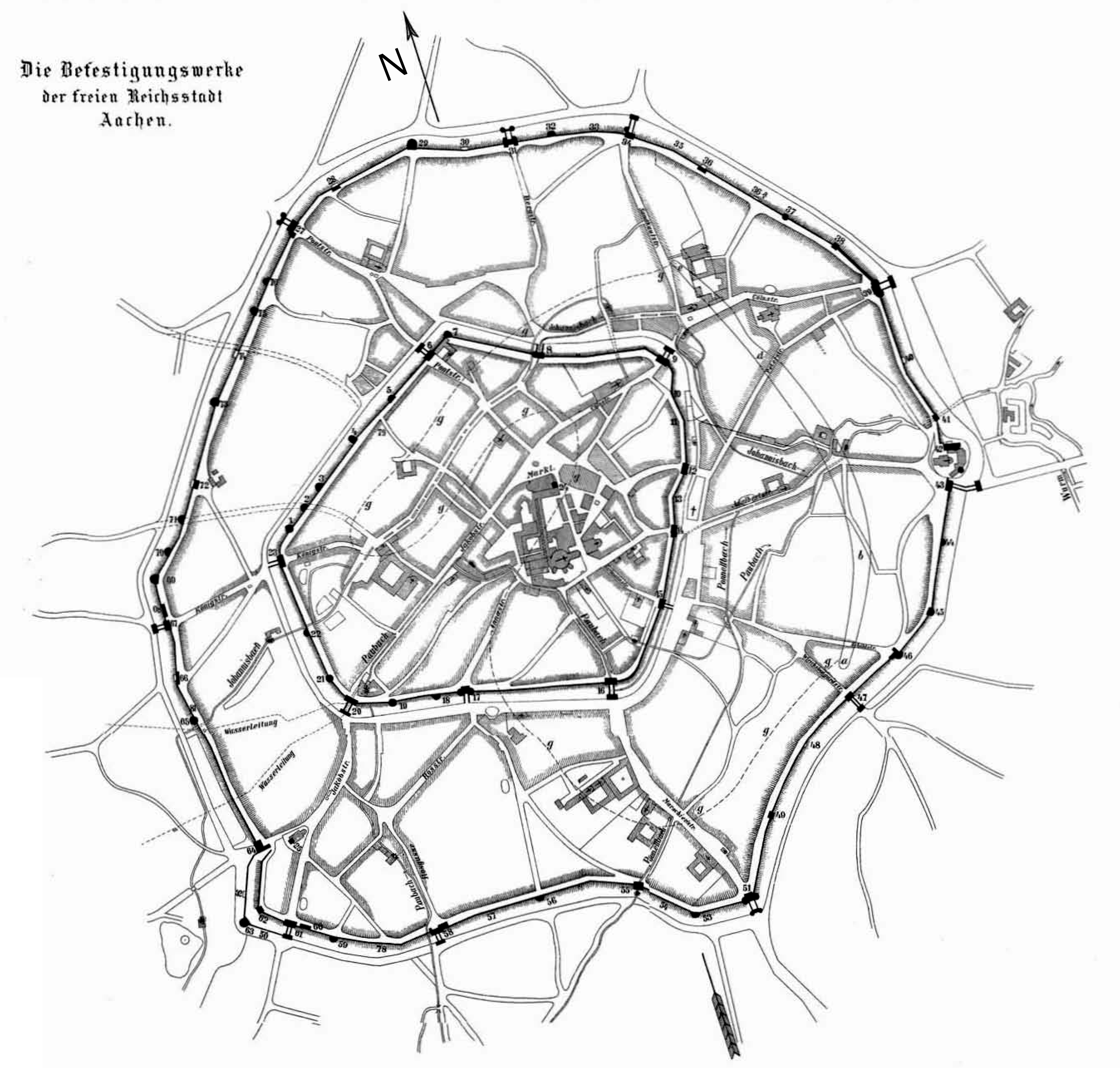
Overzicht van de vestingwerken in Aken. Nummer 58 is de Rostor

De Rostor stond in het zuidzuidwesten van de buitenste stadsmuren tussen de Marschiertor (oostelijker) en de Jakobstor (noordelijker). Tegenwoordig bevindt zich ter plaatse de Hubertusplatz. Tussen de Rostor en de Marschiertor bevonden zich de Karlsturm, Großer Pounellenturm en Kleiner Pounellenturm. Tussen de Rostor en de Jakobstor bevond zich alleen de Lavenstein. Direct naast de Rostor in de richting van de Karlsturm stond een van de wachthuizen van de Akense stadsmuren.
In de onmiddellijke nabijheid van de Rostor (westzijde) stroomde de Pau de stad in. De beek kon door een stuw worden gestuwd of worden omgeleid via de stadsgrachten. Het hier gestuwde water reikte tot de Großen Pounellenturm. De naam van de stadsgrachten was Busengraben of Bosengraben (tegenwoordig Boxgraben), wat het tegenwoordige Duitse woord Binsen of Röhricht betekent. Dit geeft een idee van de toestand van de gracht.
De Rostor had geen directe equivalent in de binnenste stadsmuren, maar de dichtstbijzijnde stadspoort was de Scherptor en ook de Jakobsmitteltor.

## Geschiedenis
De Rostor werd voor het eerst genoemd in 1346. Aangezien er toen reeds gesproken werd over in de toren staande geschut, is het waarschijnlijk dat de bouw op dat moment al was afgerond.
Als gevolg van Napoleons instructies om de militaire betekenis van Aken te minimaliseren, werden in het eerste kwart van de 19e eeuw de stadsmuren en de vele poorten geslecht. Onder hen was de volledig verwoeste Rostor.

## Beschrijving
De Rostor had slechts een kleine rol, omdat de poort alleen vanuit een zijstraat van een kleine zandweg voerde en niet toegang gaf tot een vrij goed aangelegde weg. Daarom was de stadspoort kleiner gebouwd dan andere poorten.
Het hoofdgebouw was een vierkantbouw met een breedte van 11,6 meter en een lengte van 6,7 m. Onder het dak was er een houten omgang waar men door vloerluiken de aanvaller met stenen kon bekogelen.
De barbacane had ook een vierkantbouw met aan de rechterkant een ronde toren. In die toren bevond zich een trap die naar de bovenste vloer voerde.